# Cyrtinus jamaicensis
Cyrtinus jamaicensis är en skalbaggsart som beskrevs av Henry Fuller Howden 1970. Cyrtinus jamaicensis ingår i släktet Cyrtinus och familjen långhorningar. Inga underarter finns listade i Catalogue of Life.